# Struttura supersecondaria
La struttura supersecondaria (o struttura sovrasecondaria o motivo o ripiegamento) sono organizzazioni spaziali costituite da diversi elementi di struttura secondaria e dalle connessioni che li uniscono.
Esse possono essere combinazioni di sequenze di α eliche, foglietto β e sequenze non ripetitive, e sono ad un livello di complessità compreso tra la struttura secondaria e quella terziaria; la struttura supersecondaria si trova facilmente nelle proteine composte da almeno due domini, parti della proteina che svolgono particolari funzioni specifiche, come le due catene pesanti e le due catene leggere degli anticorpi.
Può essere considerata come esempio di struttura supersecondaria la triplice elica allungata del collagene (proteina che compone la matrice extracellulare dei tessuti connettivi nel corpo umano, ad es. i tendini), composta da tre catene α (da non confondere con le α eliche), chiamata in alcuni casi tropocollagene.
Sono state osservate centinaia di strutture supersecondarie, alcune  sono: il cappio β-α-β, l'angolo α-α, il barile β, il barile α-β.